# Temnitzquell
Temnitzquell è un comune di 793 abitanti del Brandeburgo, in Germania.

Appartiene al circondario dell'Ostprignitz-Ruppin ed è parte della comunità amministrativa della Temnitz.

## Storia
Il comune di Temnitzquell venne formato il 1º gennaio 2001 dall'unione dei 3 comuni di Katerbow, Netzeband e Rägelin, che ne divennero frazioni.

## Geografia antropica

### Suddivisioni amministrative
Il territorio comunale comprende 3 centri abitati (Ortsteil):
- Katerbow
- Netzeband
- Rägelin